# Giorgio Vanzetta
Giorgio Vanzetta, född 9 oktober 1959, är en tidigare italiensk längdskidåkare. 
Vanzetta tävlade i världscupen mellan åren 1982 och 2002 och hans största merit var att han ingick i det italienska stafettlag som överraskande vann olympiskt guld vid OS 1994 i Lillehammer. Vanzetta har även fem andra mästerskapsmedaljer från OS och VM varav tre silver i stafett. Bästa individuella insats kom vid OS 1992 i Albertville där han noterade brons i både jaktstart och på 50 km.
Vanzetta var en av de sista som bar den olympiska elden vid invigningen av OS 2006 i Turin, tillsammans med sina lagkamrater från OS-stafetten 1994.